# Kakuni

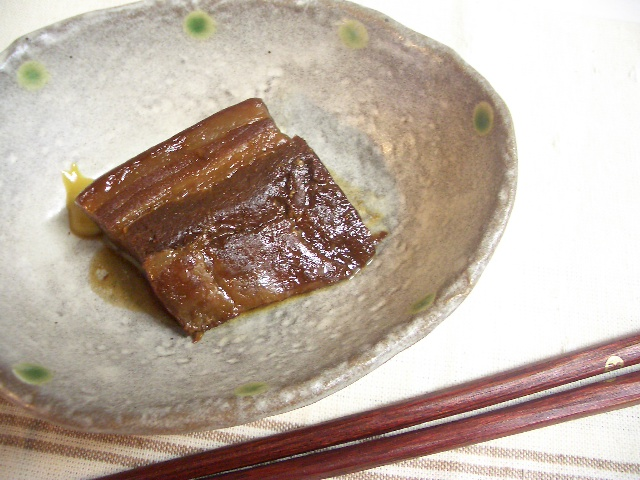
Kakuni.

El kakuni (角煮, literalmente ‘cuadrado a fuego lento’) es un plato de cerdo braseado japonés. Se elabora cociendo a fuego lento trozos grasos de cerdo en salsa de soja, mirin y azúcar moreno. La variación regional de Okinawa se llama rafute.

## Historia
Es un meibutsu (producto regional famoso) de Nagasaki. Su origen es muy probablemente chino, siendo parecido al cerdo de Dongpo, aunque no con tanta salsa. Durante las dinastías Ming y Song, la principal ruta comercial chino-japonesa iba de Hangzhou a Kyūshū. Muchos chinos vivían en los principales puertos de Kyūshū, como Nagasaki, y también había japoneses en Hangzhou. De esta forma se popularizó el consumo de cerdo en las principales ciudades de Kyūshū.

## Preparación
El kakuni se hace con cubos gruesos de panza de cerdo cocida a fuego lento con dashi, salsa de soja, mirin, azúcar y sake. Al cocinarlo durante mucho tiempo a baja temperatura, el colágeno se deshace en gelatina, manteniendo la carne jugosa y al mismo tiempo extremadamente tierna, lo que permite su consumo con palillos fácilmente. Este plato se sirve a menudo con cebollino, daikon y karashi.